# 恩格爾伍德 (加利福尼亞州)
恩格爾伍德（英語：Englewood）是位於美國加利福尼亞州洪堡縣的一個非建制地區。該地的面積和人口皆未知。

## 地理
恩格爾伍德的座標為40°23′48″N 123°56′20″W / 40.39667°N 123.93889°W，而該地的平均海拔高度為111米（即364英尺）。